# Кел Кестіс
Кел Кестіс (англ. Cal Kestis) — вигаданий герой франшизи «Зоряних воєн». Він є протагоністом відеогри "Зоряні війни. Джедаї: Полеглий Орден", екшн-пригодницької гри, розробленої Respawn Entertainment 2019 року. У рамках цієї серії Кел — колишній падаван-джедай, який пережив Велику чистку джедаїв і переховувався. Роками пізніше його виявляють противники Імперії за допомогою Сили, а потім він відправляється в подорож, щоб відбудувати Орден джедаїв. У грі зображувався з допомогою захоплення руху американським актором і моделю Кемероном Монегеном.

## Розробка та дизайн
Монаган надав персонажу як голос, так і подобу Кела, включаючи його природне руде волосся. Виконуючи роль Кела, він сказав: «Досить сюрреалістично бачити персонажа, якого ти розробив і повинен вивчати та уявляти. Це персонаж, якого я справді полюбив». Він також заявив: «Це така честь мати можливість грати щось, що має за собою історію, але також те, що я фанат і я завжди хотів бути його частиною з дитинства». Актор «Не хотів моделювати Кела з якогось конкретного персонажа „Зоряних воєн“». Додаючи: «Я хотів, щоб особистість і поведінка Кела, а також все інше виходило з його власного досвіду та його власних історій, і будувалося зсередини».
Під час процесу прослуховування Монагану не сказали, що він прослуховувався для гри за «Зоряними війнами». «На той момент я не знав, що буду прослуховуватися в грі „Зоряних воєн“, але я, певно, здогадувався. Вони зробили ці фальшиві документи для прослуховування та інше, і я читав їх якось так: „хммм“. . . це „Зоряні війни“, чи не так?» Вони казали: «Ні, звичайно ж, ні». Отож, коли я зайшов у кімнату, і вони дали мені іграшковий світловий меч, я почувався наче «я так і знав!»
До того, як розробники затвердили, ким буде Кел Кестіс, було кілька різних концепцій. Директор гри Стіг Асмуссен розповів: «Ми говорили про те, щоб зробити персонажа-інопланетянина, ми говорили про те, щоб зробити іншої статі, але погодилися, що зараз в „Зоряних війнах“ є Рей Скайвокер, тому набагато більше сенсу мати чоловіка-героя».

## Образ

### Війни клонів
Кел Кестіс був джедаєм-падаванам під час Воєн клонів, навчаючись під командуванням генерала джедаїв, магістра Джаро Тапала (Тревіс Віллінгем). Після успішної місії Кел, його наставник та їхні війська готуються виїхати до Мігето, коли верховний канцлер Палпатін ініціював Наказ 66, перекинувши всі війська клонів проти джедаїв, включаючи Кела Кестіса та Джаро Тапала. Тапал, зумівши відчути зраду своїх військ, вбив клона, який готувався виконати Наказ 66. Обоє намагалися втекти, Кестіс пробирався крізь труби, поки Тапал саботував реактор корабля. Кел разом із наставником дістався до шлюпки, незважаючи на те, що Кел втратив свій світловий меч, але коли вони тікали, один із солдатів Тапала смертельно застрелив його й той помер, перед тим, порадивши своєму вихованцеві залишатися вірним джедаям. Кел зберіг світловий меч свого наставника, але ця подія завдала Келу серйозних психічних травм.

### Доба Імперії
Через п'ять років після наказу 66 Кел переховується на планеті Бракка, працюючи на Гільдію брухтарів. Після аварії, через яку друг Кела, Прауф (Дж. Б. Блан) упав, Кел врятував його життя, застосовавши Силу, і його помітив імперський дроїд. Двох інквізиторок, Другу сестру (Елізабет Ґруллон) та Дев'яту сестру (Місті Лі) Дарт Вейдер (Скотт Лоуренс) спрямував для розслідування. Інквізиторки наказали всім робітникам вишикуватися в чергу та видати їм джедая. Прауф зробив крок вперед і заявив про неповагу до Імперії, прагнучи відволікти увагу від Кела. Потім Друга сестра вбила Прауфа, змушуючи Кела ввімкнути свій світловий меч і атакувати її, виявляючи себе джедаєм. Дев'ята сестра підняла його в повітря телекінезом, але він зумів звільнитися і стрибнути на поїзд. Інквізиторки переслідували його, але Кела вдалося врятувати Цере Джанда (Дебра Вільсон), колишній джедайці, і Ґріцу Дрітусу (Даніель Ребак), пілот і власнику корабля «Богомол».
Цере визначила, що тріо потрібно відправитись на планету Богано, щоб отримати джедайський голокрон, який має список дітей, чутливих до Сили, зі всієї галактики. Однак Цере не могла відкрити голокрон, оскільки вона перервала свій зв'язок із Силою. На планеті Кел подружився з дроїдом BD-1 (Бен Бертт), який показав йому повідомлення колишнього магістра джедаїв Іно Кордови (Тоні Амендола), колишнього наставника Цере. Кордова розповів Келу про голокрон та давню цивілізацію, звану Зеффо, яка побудувала крипту з голокроном, і єдиний спосіб відкрити її — слідувати шляхом Кордови. Потім Кел і екіпаж «Богомола» вирушили до Зеффо, окупованої Імперією планети, яка була базою для невдалого «Проєкційного шнека», який був створений для видобутку древніх артефактів. Кел пробрався до першої гробниці Зеффо, могили Ейлрама. У Могилі BD-1 відтворив черговий запис Кордови, який наказав йому відправитися на планету Вукі Кашиїк і знайти вождя Вукі Тарфула. Під час подорожі до Кашиїка Цере пояснила, що сталося з нею та падаванкою Тріллою, стверджуючи, що її падаванка та група молодих падаванів зникли безвісти або загинули.
Щойно екіпаж прибув на Кашиїк, вони застали імперську блокаду із Зоряними Руйнівниками по всій планеті. Імперія конфліктувала з екстремістською групою повстанців на чолі з Со Ґеррерою (Форест Вітакер). Ґріз пройшов через блокаду, але не зміг приземлитися поблизу місця, де засіли Вукі. Кел викрав транспорт AT-AT, чим вразив Ґерреру, що призвело до того, що він попросив Кела про допомогу у звільненні нафтопереробного заводу, оскільки, що там буде Тарффул. Кел та BD-1 погодилися допомогти. Звільнивши рабів Вукі, вони не змогли знайти Тарффула, і Кел залишив Кашиїк в руках Ґеррери.
Кел повернувся на Зеффо в пошуках нещодавно виявленої Могили Міктрулла, але це була засідка, спланована Другою сестрою. Обоє встряли у двобій, і Друга сестра виявилася Тріллою, колишньою падаванкою Джанди. Вона пояснила, що Імперія катувала Цере, яка відмовилася видати розташування Трілли та інших падаванів, у результаті чого їх або вбили, або перетворили на таких інквізиторів, як вона. Друга сестра перемогла в бою і ледве не вбила його, але BD-1 вдалося активувати непроникний лазерний бар'єр між ними обома. Кел втік у могилу, але не зміг зв'язатися з Цере, оскільки Друга сестра заглушила зв'язок, використовуючи для глузування з нього. Йому вдалося врятуватися від неї і знайти ще один із записів Кордови, де Келу було сказано, що ключем до сховища був пристрій під назвою Астріум. Перш ніж він повернувся на борт «Богомола», Кел був схоплений мисливцем за головами. Кел отямився у в'язниці без BD-1. Він був змушений воювати на гладіаторській арені, що належала Сорку Тормо, проти ряду різних істот і мисливця за головами, який захопив його у помсту за те, що Ґріц не сплатив його боргів за азартні ігри. Кела та BD-1 врятували Ґріз та Цере, а ватажок злочинів погрожував, щоб його синдикат переслідуватиме його по галактиці. Екіпаж не був радий бачити один одного, оскільки Кел задав питання Цере про Тріллу та Ґрізу про азартні борги. Суперечка була обірвана, коли вони з'ясували, де Тарфул, і вирушили назустріч йому.
Повернувшись на Кашиїк, вони знайшли тіла повстанців і дізналися, що Ґеррера покинув планету. Вони зустрічаються з Тарффулом, який доручив Келу обшукати верхівку Дерева Походження. У верхній частині дерева він знайшов ще один із записів Кордови, що розкриває місце розташування Астріума на Датомірі незадовго до нападу Дев'ятої сестри. Кел переміг її в битві, відрізавши руку Дев'ятої сестри і скинувши її з дерева. Потім екіпаж вирушив на Датомір на пошуки Астріуму. Вони висадилися на планету, і Кел та BD-1 зіткнувся з Нічною сестрою Меррін (Тіною Івлев), яка попередила його, щоб забирався, а потім послала своїх Нічних братів, аби ті його вбили. Врятувавшись від переслідувачів, вони знайшли мандрівника на ім'я Тарон Малікос (Ліам Макінтейр), який стверджував, що обшукує руїни Зеффо. Кел і BD-1 потрапили у засідку Нічних братів, і хоча перемогли їх, вони були змушені блукати небезпечними болотами Датоміра. Після видіння колишнього наставника, який пожертвував собою, щоб захистити Кела під час наказу 66, світловий меч Кела зламався. Вони знову знайшли Тарона Малікоса, і він показав, що є Темним джедаєм, який вцілів під час Чистки, і дедалі схиляється на Темний бік Сили. Він запропонував навчити Кела Темному боку, але Кел відмовився і втік, коли Меррін напала на них обох.
Кел вирушив до Ілуму, щоб створити новий світловий меч за вказівками Цере, яка також подарувала Келу руків'я власного світлового меча. Під час перебування на планеті, лід під Келом і BD-1 тріснув, ті впали в крижану воду, перш врятувалися завдяки видінню. Однак кристал, який Кел дістав для меча, розпався навпіл. BD-1 відтворив прихований запис Кордови, де той повідомив, що довірив дроїду знайти когось, кому можна довіряти, і привести його до голокрона. Повідомлення надихнуло Кела виготовити подвійний меч з використанням обох частин кристала і повернутися на Датомір. Він знайшов Астріум і подолав почуття провини за смерть наставника. Кел зіткнувся з Малікосом за сприяння Меррін і переконав її приєднатися до екіпажу «Богомола». Вони полетіли назад до Богано, щоб Кел зміг розблокувати сховище, але Друга сестра напала на нього і встигла викрасти голокрон. Потім Цере відновила свій статус джедая і посвятила Кела в лицарі-джедаї.
Цере сказала Келу, що вважає — Друга сестра віднесла голокрон до фортеці Інквізіторіус на океанічному місяці Мустафара Нур. Там Цере перемогла свою колишню падаванку в бою і встигла переконати її відмовитися від помсти. Друга сестра відчула за собою Дарта Вейдера і, зрозумівши, що ось-ось помре, вигукнула «Помстися за нас», перш ніж Вейдер її вбив. Цере і Кел ввімкнули свої світлові мечі, і Цере напала на Темного Владику, але він легко відкинув її в провалля, а потім зосередив свою увагу на Келі, порадивши Падавану, що йому буде розумно здатися. Кел погодився, але відмовився відступати. Вейдер здолав Кела і майже зумів його вбити, перш ніж Кел скинув на нього шматок обладнання. Потім Вейдер виштовхнув Кела з кімнати. Кел вирішив бігти до турболіфта, щоб врятуватися. Однак, коли він вибрався з турболіфта, Вейдер чекав його там. BD-1 приголомшив Вейдера розрядом, дозволивши Келу вдарити його. Вейдеру вдалося зупинити лезо в животі, і Силою відкинути Кела. Потім Вейдер направив до нього світловий меч Кела, яким вдарив його у бік. Перш ніж владика ситхів його добив, Цере несподівано вистрибнула та відволікла цим Вейдера, щоб врятувати Кела, використовуючи Темний бік Сили. Вейдер помітив це і спробував спокусити її стати інквізиторкою, але Кел зміг вгамувати Цере. Потім Кел розбив скло, щоб вода залила коридор, і Кел, BD-1 та Цере отримали час врятуватися.
На борту «Богомола» Кел знищив голокрон на випадок, якщо Імперія коли-небудь його знайде, убезпечивши всіх, хто входить до списку, і дозволяючи Силі самій визначати, що буде з ними. Потім він запитав у товаришів, куди їм слід вирушити далі.

## Сприйняття
Персонаж Кел Кестіс отримав неоднозначні відгуки, дехто висловив невдоволення тим, що остаточний дизайн персонажа був «умовним» або «без смаку». Елайджа Беам із «Ескапіст» розкритикував зображення реакцій Кела на смерть різних персонажів і аргументував, що це робить його несимпатичним як героїчного персонажа. І навпаки, деякі рецензенти зазначали, що, хоча він не починає сюжет впевненим, хороше написання та розважальна історія допомагають гравцеві зв'язатися з Келом. Актор зазнав глузувань за руде волосся, коли люди робили петиції просто для того, щоб змінити колір волосся Кел і висловився проти них.
У 2020 році Кел Кестіс посів 50-е місце в опитуванні фанатів "Найкращий персонаж «Зоряних воєн усіх часів», організованому IGN.